# Konceptbil

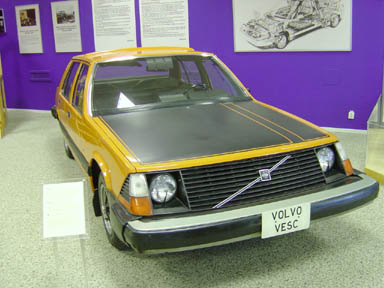
Volvo VESC, som lånade många av sina drag till Volvo 240.

En konceptbil är en prototyp skapad för att visa upp en biltillverkares designidéer och teknik före produktion. De visas ofta upp på motormässor för att se kunders reaktioner på nya och radikala designer som eventuellt har en chans att komma produceras.

## Exempel på konceptbilar
- Volvo VESC (1972)
- Mako Shark (1961)
- SAAB EV-1 (1985)
- Volkswagen Futura (1989)
- Saab 9X (2001)
- SAAB 9-3X (2002)
- Volkswagen Magellan (2002)
- Volvo YCC (2004)